# خوسيه غابرييل فونيس
خوسيه غابرييل فونيس (بالإسبانية: José Gabriel Funes)‏ (و. 1963 – م) هو عالم فلك، وكاهن كاثوليكي من الأرجنتين . ولد في قرطبة . وهو عضواً في الأكاديمية البابوية للعلوم .

## التعليم
تعلم في جامعة قرطبة الوطنية، وUniversidad del Salvador ‏، وجامعة بادوا، والجامعة الغريغورية الحبرية